# Joseph Jehle
Joseph Jehle va ser un tirador suís que va competir a començaments del segle xx.
El 1920 va prendre part en els Jocs Olímpics d'Anvers, on disputà dues proves del programa de tir. Guanyà la medalla de bronze en ambdues: les de pistola militar, 30 metres per equips i Rifle militar bocaterrosa equips.